# Friedhelm Ruf

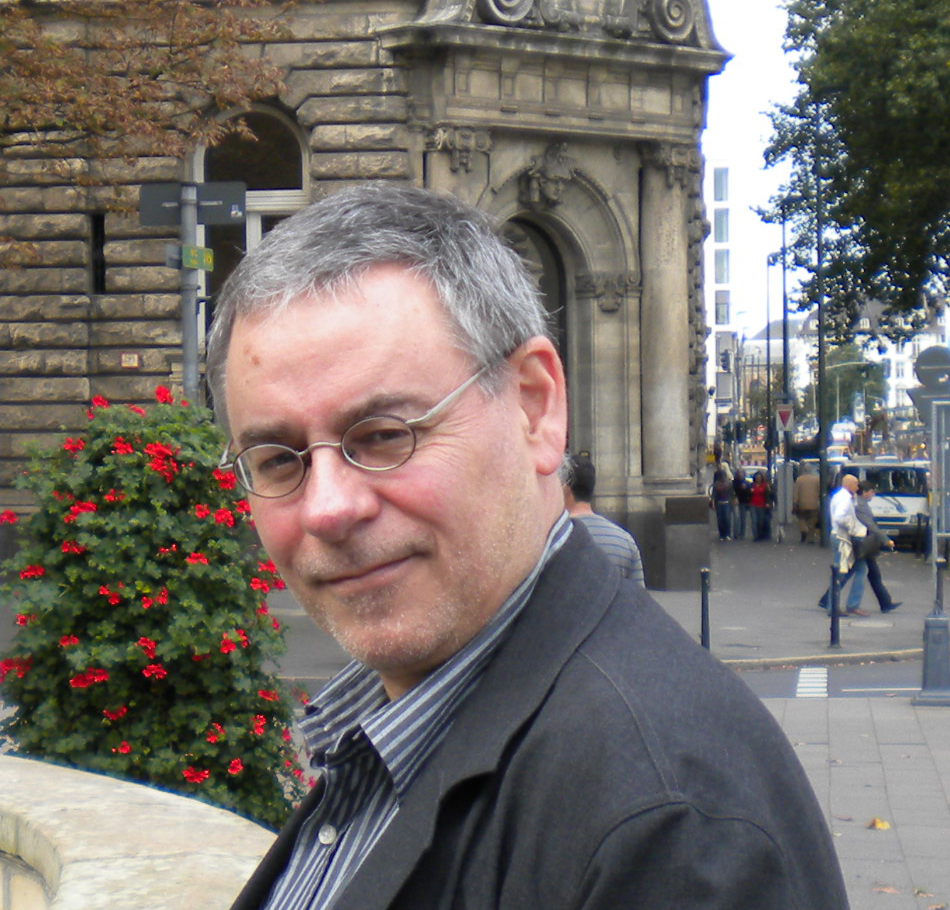
Friedhelm Ruf (2010)

Friedhelm Ruf (* 20. Juni 1955 in Grevenbroich-Hemmerden) ist ein deutscher Journalist und Autor.

## Leben
Ruf besuchte von 1962 bis 1977 Schulen in Grevenbroich, Willich-Schiefbahn und Neuss. Von 1977 bis 1983 arbeitete er im Vertrieb der Neuss-Grevenbroicher Zeitung. Dort volontierte er von 1983 bis 1985 in der Redaktion. Ab 1985 arbeitete er als Redakteur, ab 1997 als stellvertretender Redaktionsleiter.
1993 gehörte er zu den ersten Absolventen der universitären Journalisten-Weiterbildung an der Freien Universität Berlin. Dieses Studium hatte Ruf 1988 begonnen. Er schloss ab mit dem Licentiatum rerum publicarum.
Von 1993 bis 2002 hatte Ruf einen Lehrauftrag am Institut für Medienwissenschaften an der Heinrich-Heine-Universität Düsseldorf.
Er blieb bis 2005 Redaktionsmitglied bei der Neuss-Grevenbroicher Zeitung (Rheinische Post), zuletzt neun Jahre lang stellvertretender Redaktionsleiter. Seit 2006 ist Friedhelm Ruf Autor mit dem Schwerpunkt Biografie. Er lebt und arbeitet in Wevelinghoven.
2018 wurde Ruf Redakteur für die Rheinische Post in Mönchengladbach und arbeitet dort für die Berichterstattung aus den Städten Mönchengladbach und Korschenbroich.

## Publikationen
- Bibliographische Notizen über die Verwaltungschefs der Kreise Grevenbroich, Neuss und Rhein-Kreis Neuss. Oberkreisdirektor Dr. Paul Edelmann (1918–1991), Oberkreisdirektor Klaus-Dieter Salomon (1931–2013), Landrat Dieter Patt (Jg. 1943), Hans-Jürgen Petrauschke (Jg. 1956) In: Stephen Schröder (Hrsg.): Kreisgeschichte im Spiegel der Biografie - Die Landräte und Oberkreisdirektoren des Rhein-Kreises Neuss und seiner Rechtsvorgänger von 1816 bis zur Gegenwart. Veröffentlichungen des Archivs des Rhein-Kreises Neuss, Band 2. ISBN 978-3-00-063800-8, Rhein-Kreis Neuss 2019
- 50 Jahre Elisabeth-Krankenhaus Rheydt - Geschichte und Gegenwart eines Mönchengladbacher Krankenhauses. Mönchengladbach 2017
- Der rheinische Kardinal. Josef Frings: Seelsorger, Diplomat, Brückenbauer. ISBN 978-3-7616-2951-2, Bachem Verlag Köln, 1. Auflage 2015, 2. Auflage 2016
- Nüsser Narretei. Geschichte(n) vom Neusser Karneval. ISBN 978-3-00-044736-5, Neuss 2014
- Bibliographische Notizen über die Neusser Bürger Gert Harbaum, Bruno Kramel, Erhard Schiffers, Wilhelm Werhahn (letzterer gemeinsam mit Jens Metzdorf), veröffentlicht im Buch Jens Metzdorf (Hrsg.): 150 Bürger – Die Bürgergesellschaft zu Neuss 1861–2011, ISBN 978-3-00-039656-4, Neuss 2012
- Blick in die Seele der Stadt. Hermann Coßmann – ein Neusser Maler und Grafiker. ISBN 3-9801228-5-9. Neuss 2011
- Redaktionelle Mitarbeit beim Buch Rach & Röhrig Verlag (Hrsg.): Neuss – Innovation und Tradition, ISBN 978-3-9814153-2-2, Neuss 2011
- Perspektive Stadt. ISBN 978-3-8375-0256-5, Essen 2010
- Mit Emilia zu Finlays Geheimnissen. Unterwegs mit dem Kunst-Radwanderführer im Rhein-Kreis Neuss. ISBN 978-3-7616-2308-4, Bachem Verlag Köln 2008
- Wir sind ein Club. 100 Jahre Rotary International im Distrikt 1870. Neuss 2005
- Grevenbroich – Bilder einer Stadt. ISBN 3-937302-01-8, Grevenbroich 2004
- Mit Neuss verbunden. 75 Jahre Nüsser Ovend. ISBN 3-934794-06-8, Neuss 2003